# Shake Away
Shake Away è un album della cantante messicana Lila Downs, uscito il 2 settembre 2008 per la casa discografica Manhattan Records.
Ha ricevuto una nomination ai Grammy Award come miglior album di world music contemporanea.

## Tracce
1. Little Man
2. Ojo de Culebra
3. Minimum Wage
4. Perro negro
5. Yo envidio el viento
6. Skeleton
7. Black Magic Woman
8. I Would Never
9. Justicia
10. Taco de palabras
11. Los pollos
12. Tierra de luz
13. Silent Thunder
14. Shake Away
15. I Envy the Wind
16. Nothing but the Truth